# قريش (لعبة فيديو)
اللعبة قريش (بالإنجليزية: Quraish) هي لعبة فيديو سورية - إستراتيجية عربية ثلاثية الأبعاد أنتجتها شركة أفكار ميديا سوريا  وتحاول هذه اللعبة إلقاء الضوء على حقبة مشرقة في التاريخ الإسلامي ألا وهي حقبة نبي الإسلام محمد بن عبد الله حيث تسلط الضوء على غزواته بأسلوب مشوق.

## الشخصيات الواردة أسماؤها في اللعبة
- النبي محمد بن عبد الله صلى الله عليه وسلم : هو محمَّد بن عبد الله بن عبد المطلب بن هاشم، من قريش، من أبناء إسماعيل بن إبراهيم الخليل. [571-633م] نزل عليه الوحي بالقرآن الكريم، فجمع العرب، وبنى حضارتهم الإسلامية العالمية. وُلِد بمكة، ونشأ يتيما، أُمُّه آمنة بنت وهب، ماتت وعمره ست سنين، فكفله جدُّه عبد المطَّلب.
- المهاجر بن أبي أمية رضي الله عنه: أَحد أُمراء الجيوش الَّتي أرسلها الصِّدِّيق رضي الله عنه لقتال المرتدين، كانت وجهته إلى اليمن، حيث بقايا الأسود العنسي، وأعان الأَبناء على قيس بن مكشوح، ثمَّ إلى كندة، فحضرموت.
- المحكم بن طفيل: لما سمع مسيلمة بقدوم خالد بن الوليد إلى اليمامة، عسكر بعقرباء، وندب النَّاس وحثَّهم على لقاء خالد، فأتاه أهل اليمامة، فجعل على مجنبتي جيشه، المحكم بن الطفيل، والرَّجال بن عُنْفُوة.
- ثابث بن قيس بن شماس رضي الله عنه: هو صحابي، حمل راية الأَنصار في معركة اليمامة، وحفر لقدميه في الأرض إلى أنصاف ساقيه، بعدما تحنَّط وتكفَّن، فلم يزل ثابتا حتّى استشهد.
- زيد بن الخطاب رضي الله عنه: هو أخو عمر بن الخطاب رضي الله عنه ، الخليفة الرَّاشدي الثَّاني، كان أكبر من عمر سنا، شهد غزوة بدر وما بعدها، استشهد يوم اليمامة في حرب مسيلمة الكذاب، كانت راية المهاجرين يومها بيده، فلم يزل يتقدَّم بها حتَّى اسْتُشِهد.
- الملك بن ذي التاج: اسمه لقيط بن مالك الأَزدي، ادّعى النُّبوَّة في عُمان، وقهر جَيْفَرا وعبدا ابني الجلندي وألجأهما إِلى الجبال، أَرسل أبو بكر الصِّدِّيق حذيفةَ بن محصن، وعرفجة البارقي، فتم النَّصر للمسلمين والقضاء على المرتدين في عُمان.
- المنذر المغرور: المنذر بن النعمان بن المنذر أمير البحرين قبل الإسلام، ارتدت ربيعة واتبعت المنذر، قضى العلاء بن الحضرمي على أتباعه بانتصارين في جُواثا ودَارِين.

ويرد اسم 74 شخصية في اللعبة ككل.

## المعارك
- معركة دبا: اسم المعركة نسبة إلى مكان وقوعها دبا وهي مدينة ساحلية قي الإمارات، تجمَّع فيها جيش لقيط بن مالك (ذي التَّاج) في حروب الرِّدَّة، وتجمع جيش جيفر وعبد (ابني الجلندي) في صُحَار، وتقابل الجيشان، وجاء مدد المسلمين في السَّاعة المناسبة، وتمَّ النصر للمسلمين.
- معركة جواثا: بلدة في البحرين، كانت فيها ردَّة المغرور (المنذر بن النعمان بن المنذر) حاصر المرتدون مسلمي جُوَاثا وضيَّقوا عليهم، انتصر العلاء بن الحضرمي فيها على المنذر المغرور.
- معركة القادسية: المعركة التي وقعت بين الفرس والمسلمين وقد قاد الفرس رستم أما جيش المسلمين فكان تحت إمرة الصحابي سعد بن أبي وقاص وقد حقق المسلمون النصر في هذه المعركة المهمة وبذلك مهدوا لفتح فارس وما ورائها وقد قتل فيها قائد الفرس رستم.

ويرد اسم 43 معركة في اللعبة ككل. لغب

## القبائل والفصائل
- قريش: قبيلة عربية حطَّت في مكَّة في الجاهليَّة فتحضَّرت وقبضت على زمام الأَمر وإِليها انتمى كبار تجَّار القوافل، ربطت بين جنوبي الجزيرة وشمالها رابطة بين إفريقية والهند وآسية الصُّغرى. من فروعها: أُميَّة ونوفل وزهرة ومخزوم وأَسد وجُمَح وسهم وهاشم وتيم وعدي.
- غطفان: من قبائل العرب، سكنت شمال وغرب نجد، في شبه جزيرة العرب، وهي من قيس عيلان، ومنها ذبيان وعبس.
- بنو قريظة: من قبائل يهود يثرب، نكثوا عهدهم مع النَّبيِّ وتحالفوا مع قريش ومن معها في غزوة الخندق (الأحزاب)، فحوصروا في حصونهم واستسلموا دون السُّؤال عن سبب الحصار، لأنهم أدرى بما فعلوا، فقُتِل من قُتِل منهم وصودرت أملاكهم.

ويرد اسم 16 قبيلة عربية ككل.

## الأمكنة
- مكة: مدينة في تهامة غرب شبه جزيرة العرب. سميت مكَّة لازدحام النَّاس بها، وهي (أُم القرى)، و(البلد الأَمين) تحيط بها الجبال لجبل أبي قبيس والخندمة شرقًا، وجبل قعيقعان غربًا، والجبل الأحمر وهندي شمالًا، وجبل عمر في جنوبها. فيها أماكن مقدسة للمسلمين أَهمها الكعبة
- المدينة المنورة / يثرب: مدينة في غرب شبه جزيرة العرب في الحجاز، فيها مزارع نخيل وحصون عديدة، ومياه عذبة (آبار وادي العقيق). من أسمائها: طيبة، وطابة، والمحبَّة، والقدسيَّة، والمختارة.. سكنها الأَوس والخزرج (الأَنصار) وثلاث قبائل يهوديَّة (بنو قينقاع والنضير وقريظة). فيها ضريح النبي محمد بن عبد الله

وهناك 6 مناطق مذكورة في اللعبة ككل.

## متطلبات التشغيل
- ويندوز 7:
  - معالج بنتيوم 4 بسرعة 1.8 غيغاهيرتز.
  - ذاكرة RAM 512 ميغابايت.
  - بطاقة شاشة بذاكرة 64 ميغابايت.
  - مساحة خالية على القرص الصلب الأساسي 900 ميغابايت.
  - نظام تشغيل ويندوز إكس بي.
  - دايركت إكس دايركت إكس 9.0c (متضمن مع القرص).
  - بطاقة صوت متوافقة مع دايركت إكس.
- متطلبات التشغيل الدنيـا:
  - معالج بنتيوم 3 بسرعة 1.0 غيغاهيرتز.
  - ذاكرة RAM 256 ميغابايت.
  - بطاقة شاشة بذاكرة 32 ميغابايت.
  - مساحة خالية على القرص الصلب الأساسي 900 ميغابايت.
  - نظام تشغيل Windows XP أو Windows Me أو Windows 98 SE.
  - دايركت إكس DirectX 9.0c (متضمن مع القرص).
  - بطاقة صوت متوافقة مع DirectX.